# NGC 6875
NGC 6875 est une vaste galaxie lenticulaire située dans la constellation du Télescope. Sa vitesse par rapport au fond diffus cosmologique est de 2 813 ± 14 km/s, ce qui correspond à une distance de Hubble de 41,5 ± 2,9 Mpc (∼135 millions d'al). NGC 6875 a été découverte par l'astronome britannique John Herschel en 1834.
À ce jour, deux mesures non basées sur le décalage vers le rouge (redshift) donnent une distance de 16,900 ± 5,940 Mpc (∼55,1 millions d'al), ce qui est très loin à l'extérieur des valeurs de la distance de Hubble. Notons cependant que c'est avec la valeur moyenne des mesures indépendantes, lorsqu'elles existent, que la base de données NASA/IPAC calcule le diamètre d'une galaxie.

## Groupe de NGC 6868
Selon A. M. Garcia NGC 6875 fait partie du groupe de NGC 6868. Ce groupe de galaxies renferme au moins 11 membres.  Les autres galaxies sont NGC 6851, NGC 6861, NGC 6868, NGC 6870, NGC 6893, IC 4943, NGC 6861D (PGC 64153), NGC 6875A (PGC 64240), ESO 233-36 et ESO 284-47.
La distance de PGC 518461, la galaxie au nord-est de NGC 6875, est de 47,29 ± 3,38 Mpc (∼154 millions d'al). Le professeur Seligman suggère que c'est peut-être une galaxie compagne de NGC 6875. Considérant les incertitudes des distances de celles-ci, c'est possible. Cependant, PGC 518461 ne fait pas partie de la liste des galaxies retenues par Garcia pour le groupe de NGC 6868.